# Leucastereae
Leucastereae, tribus južnoameričkog bilja sa 4 monotipična roda iz porodice noćurkovki. 
Tipičan rod je Leucaster sa jednom vrstom iz jugoistočnog Brazila

## Rodovi
1. Reichenbachia Spreng. (1 sp.)
2. Andradea Allemão (1 sp.)
3. Ramisia Glaz. ex Baill. (1 sp.)
4. Leucaster Choisy (1 sp.)